# 马尔河 (布鲁塞尔)
马尔河（荷蘭語：Maalbeek，荷蘭語發音：[ˈmaːlbeːk]）是比利时布鲁塞尔首都大区的河流，是塞讷河的支流，长8.4千米，发源自伊克塞勒和埃特贝克，于斯哈尔贝克流入塞讷河。